# Jérémie Bréchet
Jérémie Bréchet  (Lyon, Francia, 14 de agosto de 1979) es un futbolista francés retirado. Jugaba de defensa y su último equipo fue el Gazélec Ajaccio, donde jugó hasta su retiro en 2018.

## Biografía
Bréchet empezó su carrera profesional en un equipo de su ciudad natal, el Olympique Lyonnais. Su debut se produjo el 11 de septiembre de 1998 en el partido FC Sochaux 1-2 Olympique Lyonnais. Con este equipo ganó 2 Ligas, 2 Supercopas y 1 Copa de la Liga de Francia.
En la temporada 2003-04 se marchó a jugar a Italia con el Inter de Milán, club que pagó por él 3 millones de euros. Empezó jugando de titular, pero en la jornada 6 el entrenador Héctor Cúper fue destituido. Su nuevo entrenador, Corrado Verdelli, le dio pocas oportunidades. Además, Bréchet se lesionó, lo que lo apartó de los terrenos de juego unas semanas. Debido a todo eso Jérémie solo disputó nueve partidos y decidió abandonar el club a final de temporada.
Al año siguiente probó suerte en la Liga española de fútbol con la Real Sociedad. Con este equipo jugó dos temporadas, pero disputó solo 20 encuentros en total debido a otra lesión.
En 2006 regresó a su país para jugar con el FC Sochaux. Con este equipo se proclamó campeón de la Copa de Francia en su primera temporada.
En 2008 fichó por el PSV Eindhoven. Su debut con este equipo se produjo el 30 de agosto en el partido FC Utrecht 1-5 PSV Eindhoven.
En el mercado de verano de 2009 regresó al FC Sochaux, aunque al final de la temporada 2011-12 su contrato no fue renovado. 
El 9 de agosto de 2012 fichó por un año con el Troyes AC, recién ascendido a la Ligue 1. Luego de su salida del club, fichó por el Bordeux en junio de 2013.
Para la temporada 2014 firmó por el Gazélec Ajaccio, donde jugó hasta su retiro en el 2018.

## Selección nacional
Ha sido internacional con la selección de fútbol de Francia en 3 ocasiones. Su debut como internacional se produjo el 1 de junio de 2001 en un partido contra la selección de fútbol de Australia.
Bréchet jugó la Copa FIFA Confederaciones 2001 con su selección, la cual consiguió ganar el campeonato.

## Clubes
| Club                 | País         | Año       |
| -------------------- | ------------ | --------- |
| Olympique Lyonnais   | Francia      | 1998-2003 |
| Inter de Milán       | Italia       | 2003-2004 |
| Real Sociedad        | España       | 2004-2006 |
| FC Sochaux           | Francia      | 2006-2008 |
| PSV Eindhoven        | Países Bajos | 2008-2009 |
| FC Sochaux           | Francia      | 2009-2012 |
| Troyes AC            | Francia      | 2012-2013 |
| Girondins de Burdeos | Francia      | 2013-2014 |
| Gazélec Ajaccio      | Francia      | 2014-2018 |

## Palmarés

### Torneos nacionales
- 2 Ligas de Francia (Olympique Lyonnais, 2002 y 2003
- 1 Copa de la Liga de Francia (Olympique Lyonnais, 2001)
- 2 Supercopas de Francia (Olympique Lyonnais, 2002 y 2003)
- 1 Copa de Francia (FC Sochaux, 2007)

### Copas internacionales
- 1 Copa FIFA Confederaciones (Selección de fútbol de Francia, 2001)